# Blas Olleros y Quintana
Blas Olleros y Quintana (n. 1851, Ávila, Castilia și León, Spania – d. 1919, Florența, Regatul Italiei) (nume alternative: Olleros Quintana, Quintana Olleros, Bias Olleros y Quintana) a fost un pictor de personaje și de peisaje spaniol care a lucrat în principal în Italia ca acuarelist. Este cunoscut mai ales pentru scenele sale napolitane și operele orientaliste.

## Viața și cariera
Blas Olleros s-a născut în Piedrahita⁠(d), în provincia Ávila din centrul-vestul Spaniei, (aproximativ 60 km sud de Salamanca și 200 km de Madrid) în 1851. În 1874, consiliul municipal din Avila i-a acordat o bursă lui Olleros, permițându-i acestuia să-și continue educația artistică la Roma.  În primul an petrecut la Roma, a finalizat lucrarea Nerón En un Jardin Recitando Rodeado de su Corte (Nero într-o grădină, înconjurat de curtea sa). După terminarea studiilor, s-a mutat la Paris pentru trei ani. În această perioadă, a făcut cunoștință cu pictorul spaniol de portrete și de genuri, Palmaroli, care a influențat opera lui Olleros.
În 1881, s-a întors la Roma unde l-a întâlnit pe pictorul spaniol, Agustin Salinas, iar cei doi au devenit mari prieteni. În cea mai mare parte a anilor 1880, Olleros a locuit în Napoli, unde era cunoscut sub numele de „Il Improvvisatore” (Improvizatorul). A adoptat Italia ca noua sa patrie, rămânând acolo pentru cea mai mare parte a vieții sale de adult.
În 1883, a vândut două lucrări, Una Pompeyana („O femeie din Pompei”) și Una Marina („Peisaj maritim”), prin intermediul galeriei comerciale Hernández din Madrid, specializată în vânzarea de acuarele. Ulterior, lucrările sale au fost vândute în principal prin intermediul acesteia Hernández, deși unele lucrări au fost vândute și prin comercianți străini, în special agenți germani și francezi.
În ultimii săi ani, a locuit în Florența unde a murit în 1919.

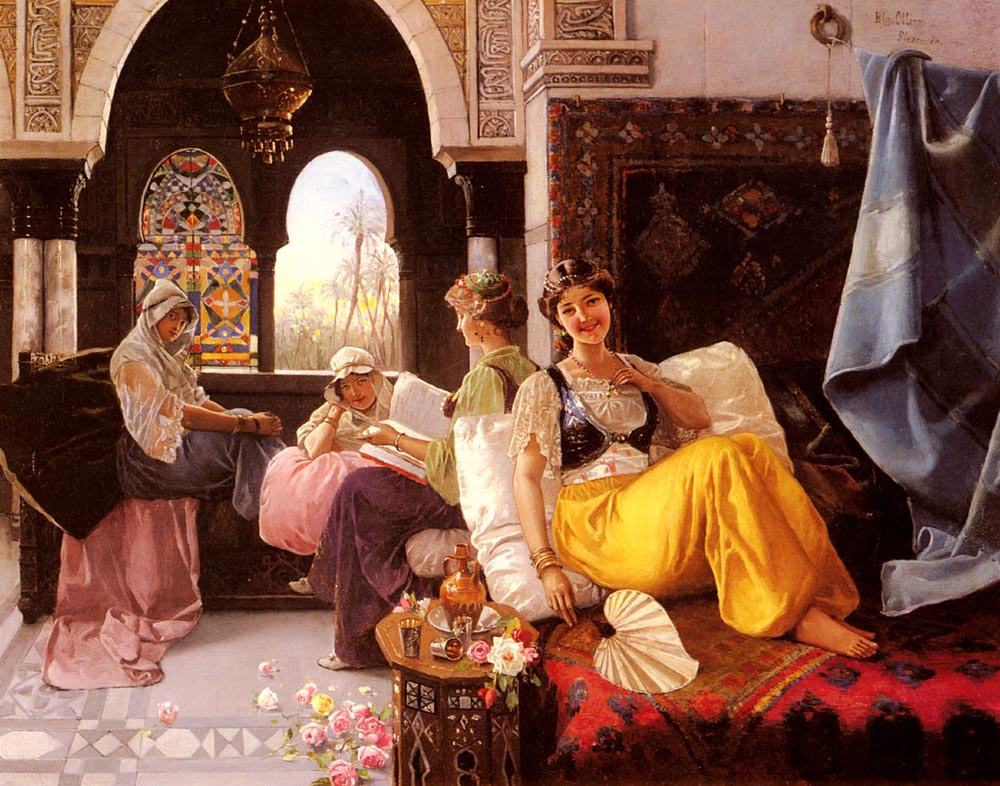
Scenă din harem, 1915

## Opera
Subiectele sale au fost variat și au inclus peisaje, peisaje marine, figuri, scene de gen și scene istorice. O mare parte din lucrările sale s-au concentrat pe peisajul napolitan, în special pe scenele portuare. A lucrat în ulei și acuarelă și a semnat, de obicei, lucrările sale cu „Blas Olleros”. Cea mai cunoscută pictură a sa este Scenă din harem (foto) care a fost reprodusă în multe texte.

### Galerie

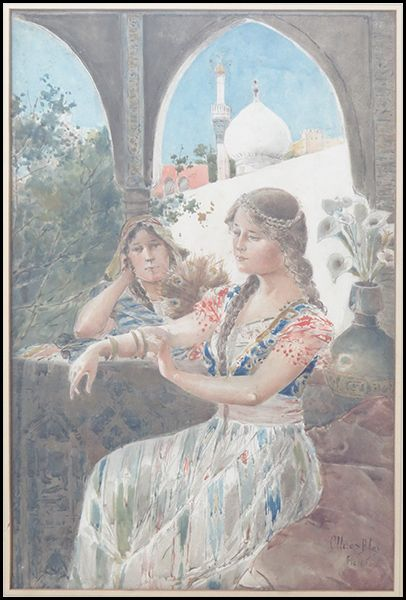
Femei italiene împodobite
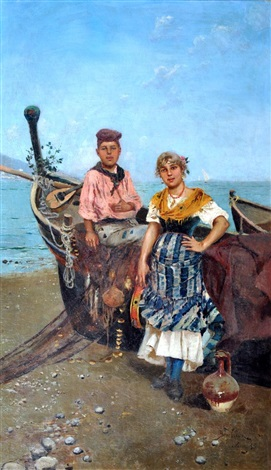
Copii pe o barcă eșuată
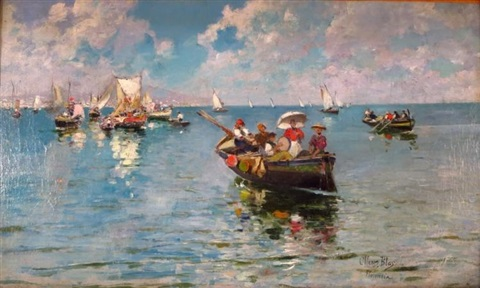
Bărci de pescuit italiene festive
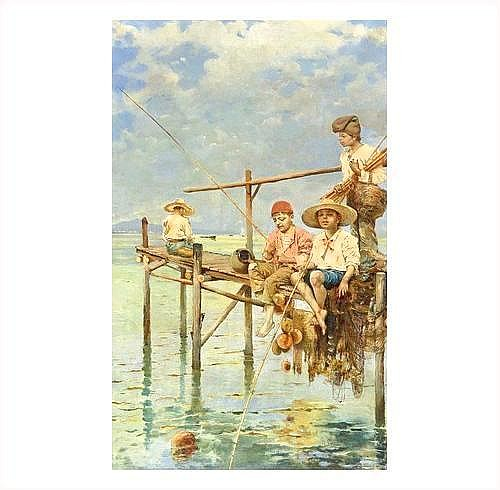
Micii pescari
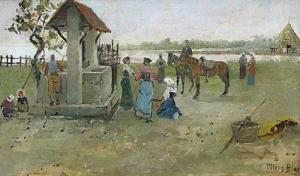
Peisajul roman
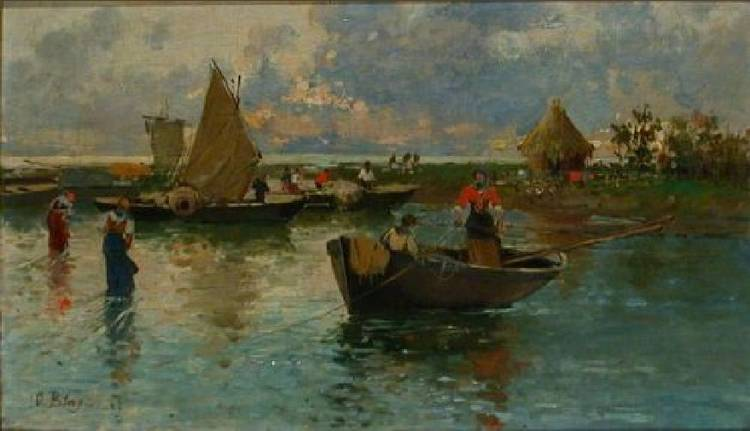
Marina
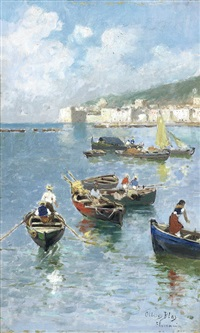
Bărci cu vâsle în largul coastei
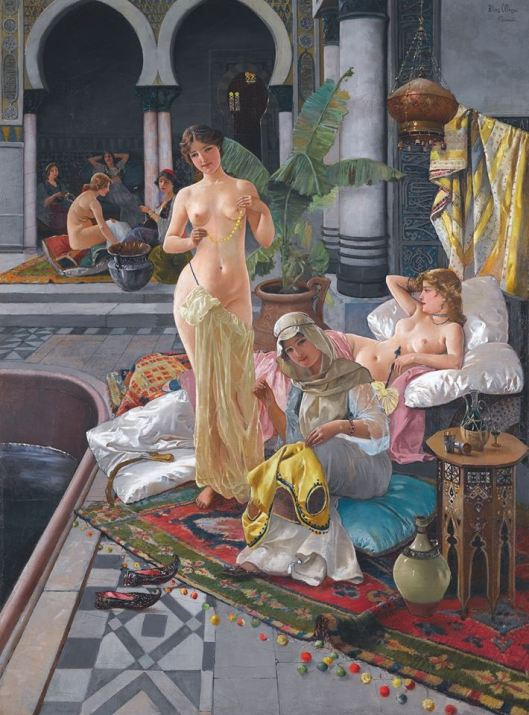
Într-o baie persană